# Identity -Prologue-
Singles de dream
I Love Dream World
(2003) Pure
(2004)
Identity -Prologue-  est le seizième single du groupe féminin de J-pop dream, sorti le 25 février 2004 au Japon sous le label avex trax, cinq mois après son précédent single I Love Dream World. Il atteint la 23e place du classement Oricon, et reste classé pendant quatre semaines.
C'est le troisième single sorti par la nouvelle formation du groupe à huit membres, après le départ de Mai Matsumoro en 2002 et son remplacement par six nouvelles membres. C'est aussi le dernier single de cette formation spécifique, l'une de ces nouvelles membres (Risa Ai) quittant le groupe un mois plus tard.
Le single contient deux chansons et leurs versions instrumentales. La chanson-titre est utilisée comme thème musical pour la comédie musicale ID jouée par les membres du groupe, et comme générique d'ouverture du jeu vidéo Custom Robo Battle Revolution pour Nintendo GameCube. Elle figurera sur l'album ID qui sort deux semaines plus tard. La chanson en "face B", Hand in Hand, restera inédite en album.

## Liste des titres
1. Identity -prologue-
2. Hand in Hand
3. Identity -prologue- (Instrumental)
4. Hand in Hand (Instrumental)

## Membres
- 1re génération : Kana Tachibana, Yū Hasebe
- 2e génération : Sayaka Yamamoto, Erie Abe, Aya Takamoto, Ami Nakashima, Shizuka Nishida, Risa Ai